# Аритмія (фільм)
«Аритмія» — російський драматичний фільм режисера Бориса Хлєбнікова. Картина брала участь в основній конкурсній програмі кінофестивалю «Кінотавр» 2017 року  і була нагороджена Гран-прі, призом за найкращу чоловічу роль і призом глядацьких симпатій  .

## Сюжет
Олег — молодий лікар швидкої допомоги, який віддає всі сили роботі. Катя - теж лікар, вона працює в приймальному відділенні лікарні . Їх шлюбу вже кілька років, але він під загрозою розпаду через байдужість Олега до почуттів своєї дружини і його пристрасть до алкоголю внаслідок постійного стресу. Після сімейної вечері, під час якого між Олегом і батьками Каті відбувається черговий конфлікт, Катя вирішується запропонувати чоловікові розлучитися .
Крім цього починаються проблеми на роботі. Якщо колишній начальник станції швидкої допомоги був демократичний і з розумінням ставився до дій персоналу, то новий начальник починає активно впроваджувати жорсткі нормативи роботи бригад з пацієнтами заради підвищення оперативності, не рахуючись при цьому з думкою підлеглих і не замислюючись про те, як вони зможуть це виконати. Олег продовжує працювати з пацієнтами роблячи все для збереження життя хворого і ризикуючи втратити роботу. Показовим є випадок, коли герой діагностував інфаркт у тридцятирічної жінки, хоча не всі колеги були з ним згодні і не залишив її, поки не влаштував в лікарню. Іншим разом, рятуючи  від алергії пацієнтку, бригада Олега спізнюється на наступний виклик в результаті чого помирає жінка із серцевою недостатністю, але дії героя виправдані.
У той же час Олег намагається не допустити остаточного руйнування відносин з Катею. Подружжя запрошують до себе друзів — медичний персонал. Під час вечірки Катя просить всіх послухати популярну пісню, це стає її визнанням в любові Олегу. Після  того як гості пішли подружжя знову відчуває пристрасть один до одного. Олег говорить про те, що у них могла б народитися дитина. Катя зізнається, що використовує контрацептиви, після цього Олег також висловлює намір розлучитися.
Олег в черговий раз проявляє ініціативу під час виклику. Реанімована за допомогою надрізу на грудях дівчинка, яка постраждала від удару електричним струмом, знаходиться на межі життя і смерті. Незважаючи на розпорядження начальника, лікар не йде додому, залишаючись в лікарні і розмовляючи з матір'ю дитини. Між бюрократично налаштованим начальником станції швидкої допомоги та Олегом відбувається бійка. Олег переживає нервовий зрив.Побачивши чоловіка засмученим і розуміючи, що головна причина його зриву — їх розставання, Катя вирішує залишитися з чоловіком.
У фінальному епізоді на зміну осені приходить сніжна зима. Машина швидкої допомоги об'їжджає затор, звучить улюблена Катею пісня.

## В ролях
- Олександр Яценко — Олег
- Ірина Горбачова — Катя
- Микола Шрайбер — Діма Якушин, фельдшер
- Максим Лагашкін — Головко Віталій, начальник підстанції швидкої допомоги
- Олександр Самойленко — Михайло, батько Каті

## Знімальна група
- Сценарій: Наталія Мещанінова, Борис Хлєбніков
- Режисер-постановник: Борис Хлєбніков
- Оператор-постановник: Алішер Хамідходжаєв
- Продюсери: Рубен Дишдишян, Сергій Сельянов
- Co-продюсери: Наталія Дрозд, Алексі Хювярінен, Тоні Валла, Єва Блонд'є

## Нагороди та номінації
- 2017 — XXVIII Відкритий російський кінофестиваль «Кінотавр» [3] [4] :
  - Гран-прі фестивалю
  - Приз у номінації Найкраща чоловіча роль (Олександр Яценко)
  - Приз глядацьких симпатій
- 2017 — 52-й Міжнародний кінофестиваль у Карлових Варах [5] :
  - Приз у номінації Найкраща чоловіча роль (Олександр Яценко)
- 2017 — 53-й Міжнародний кінофестиваль у Чикаго — Приз у номінації Найкраща чоловіча роль (Олександр Яценко) [6]
- 2017 — Премія Кіноакадемії Азіатсько-Тихоокеанського регіону (Asia Pacific Screen Awards) — Гран прі журі (Олександр Яценко) [7]
- 2018 — Кінопремія «Ніка»
  - Найкращий ігровий фільм
  - Найкраща режисерська робота (Борис Хлєбніков)
  - Найкращий сценарій (Наталія Мещанінова, Борис Хлєбніков)
  - Найкраща чоловіча роль (Олександр Яценко)
  - Найкраща жіноча роль (Ірина Горбачова)
  - Номінація Найкраща чоловіча роль другого плану (Максим Лагашкін)
  - Номінація Найкраща операторська робота (Алішер Хамідходжаєв)
- 2018 — Премія «Золотий орел>» [8]:
  - Премія у номінації Найкраща жіноча роль (Ірина Горбачова)
  - Номінації: найкращий ігровий фільм, найкраща режисерська робота, найкращий сценарій, найкраща чоловіча роль, найкраща операторська робота, найкращий монтаж фільму.